# Manius Laberius Maximus

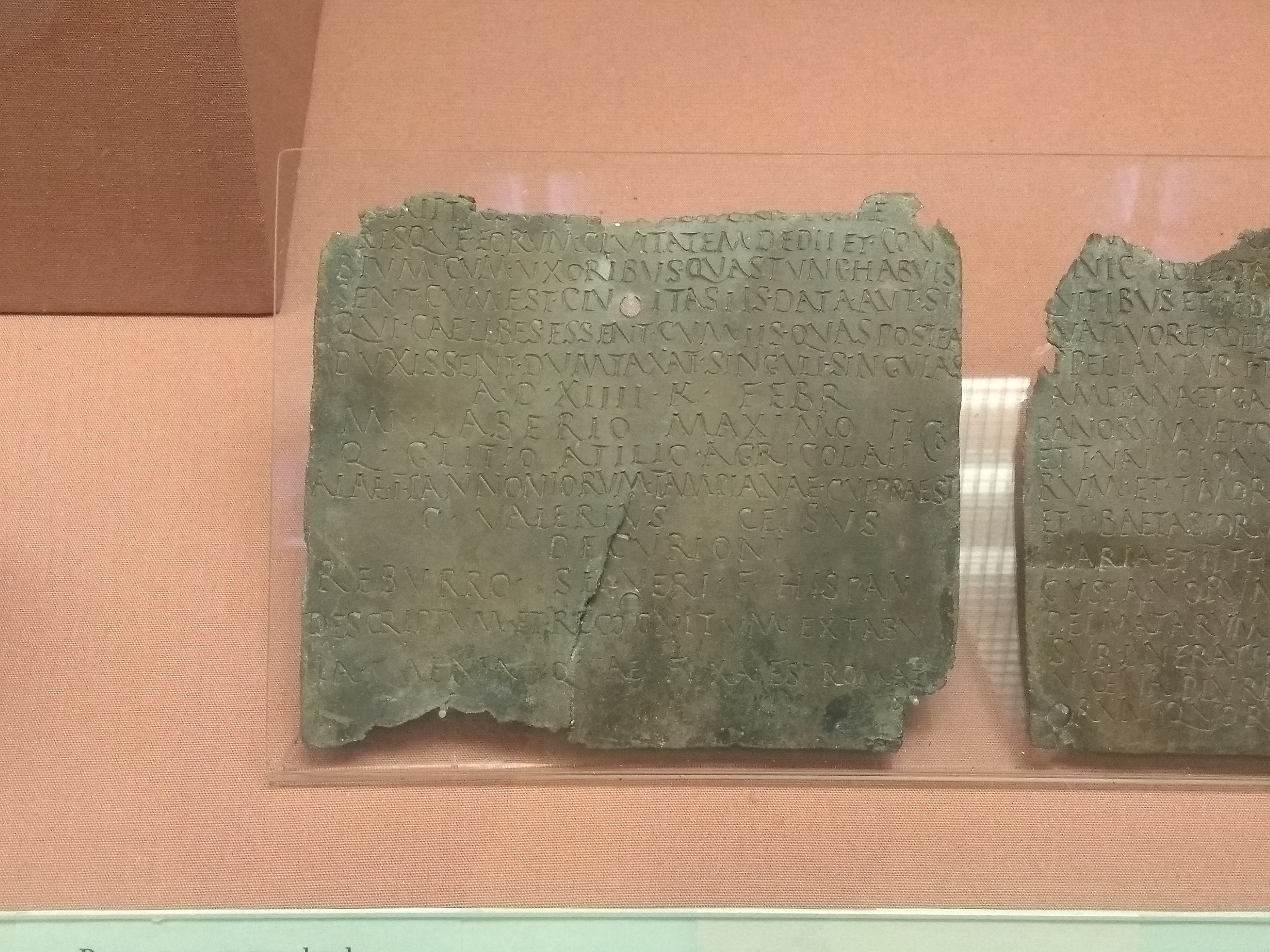
Das Militärdiplom

Manius Laberius Maximus war ein römischer Politiker und Senator. 
Laberius war Sohn eines Präfekten von Ägypten, Lucius Laberius Maximus. Im Jahr 89 wurde Laberius Suffektkonsul. Von 100/101 bis 101/102 war er Legat der römischen Provinz Moesia inferior (Niedermösien). Unter Laberius’ Kommando stand die Heeressäule, die im Ersten Dakerkrieg die Donau bei Dierna überschritt und nach Tibiscum marschierte. Ein Sklave des Laberius, Callidromus, geriet 101/102 in Gefangenschaft der Sarmaten und wurde vom Dakerkönig Decebalus als Geschenk dem Partherkönig Pakoros II. übergeben. Laberius gelang es 102, die alte dakische Königsburg westlich des Rotenturmpasses zu erobern und die Schwester des Decebalus gefangen zu nehmen. Dafür wurden Laberius die höchsten Auszeichnungen verliehen, und er wurde im Jahr 103, zusammen mit Trajan, zum zweiten Mal Konsul. Durch ein Militärdiplom, das auf den 19. Januar 103 datiert ist, ist belegt, dass er zusammen mit Quintus Glitius Atilius Agricola Konsul war (Agricola wurde nach dem Rücktritt Trajans Konsul).
Später, vielleicht erst nach 113, kam Laberius in Konflikt mit Trajan oder Lucius Licinius Sura und wurde vom Senat auf eine Insel verbannt. Obwohl zu Beginn der Herrschaft Hadrians der Prätorianerpräfekt Publius Acilius Attianus seine Hinrichtung forderte, ließ ihn Hadrian am Leben.